# Greentop
Greentop és una població dels Estats Units a l'estat de Missouri. Segons el cens del 2000 tenia 427 habitants.

## Demografia
Segons el cens del 2000, Greentop tenia 427 habitants, 190 habitatges, i 126 famílies. La densitat de població era de 201,1 habitants per km².
Dels 190 habitatges en un 31,1% hi vivien nens de menys de 18 anys, en un 55,3% hi vivien parelles casades, en un 9,5% dones solteres, i en un 33,2% no eren unitats familiars. En el 31,1% dels habitatges hi vivien persones soles el 16,8% de les quals corresponia a persones de 65 anys o més que vivien soles. El nombre mitjà de persones vivint en cada habitatge era de 2,25 i el nombre mitjà de persones que vivien en cada família era de 2,76.
Per edats la població es repartia de la següent manera: un 21,8% tenia menys de 18 anys, un 7,7% entre 18 i 24, un 25,5% entre 25 i 44, un 28,6% de 45 a 60 i un 16,4% 65 anys o més.
L'edat mediana era de 42 anys. Per cada 100 dones de 18 o més anys hi havia 88,7 homes.
La renda mediana per habitatge era de 21.953 $ i la renda mediana per família de 37.750 $. Els homes tenien una renda mediana de 21.875 $ mentre que les dones 19.250 $. La renda per capita de la població era de 15.757 $. Entorn del 13,9% de les famílies i el 17,5% de la població estaven per davall del llindar de pobresa.

## Poblacions més properes
El següent diagrama mostra les poblacions més properes.